# 南澳鬚鰻
南澳鬚鰻為輻鰭魚綱鰻鱺目糯鰻亞目蛇鰻科鬚鰻屬的其中一種，分布於澳洲西部海域，體長達46公分，棲息於底層水域，屬肉食性。

## 擴展閱讀
維基物種上的相關：南澳鬚鰻